# Đường Bưởi
Đường Bưởi là một tuyến đường ven sông Tô Lịch đi qua hai quận Ba Đình và Cầu Giấy, Hà Nội. Đường dài 2.250m, rộng 58–64m, bắt đầu từ ngã tư Cầu Giấy, nơi có cầu Giấy đến ngã ba giao đường Hoàng Hoa Thám (phía Nam chợ Bưởi), thuộc địa bàn các phường Ngọc Khánh, Cống Vị, Vĩnh Phúc (quận Ba Đình) và Nghĩa Đô (quận Cầu Giấy).

## Lịch sử hình thành
Đường Bưởi trước đây là một bức tường thành đắp bằng đất của tòa thành bao bọc Hoàng thành Thăng Long ở vòng ngoài thời nhà Lê. Tính từ phía Bắc xuống, tòa thành này phía Tây bắt đầu từ Nhật Tân, chạy ven hồ Tây qua chợ Bưởi, qua các ngã tư Cầu Giấy, ngã tư Sở, ngã tư Vọng và ngã tư Trung Hiền (ở chợ Mơ, thuộc quận Hai Bà Trưng) ra sông Hồng ở Vĩnh Tuy, giao với bức tường phía Đông ở đê sông Hồng. Tòa thành này được đắp bắt đầu thời nhà Mạc (cuối thế kỷ thứ 16), sau thời Trịnh Doanh (giữa thế kỷ 18) thì được tu tạo lại.
Tháng 10 năm 1986, tuyến đường chính thức được đặt tên là đường Bưởi; thời điểm này, đường Bưởi chỉ rộng khoảng 6 m. Năm 2015, đường bị cấm để thi công phần trên cao của đường vành đai 2 Hà Nội đoạn Xuân La – Bưởi – Cầu Giấy. Khi đường trên cao trên được khánh thành vào năm 2016, tuyến đường được mở rộng độ rộng từ 6m lên 58–64m, với 6 làn xe cơ giới.

## Các tuyến xe buýt chạy qua
- Tuyến 25, 90: Từ cuối phố Đào Tấn đến chợ Bưởi.
- Tuyến 38: Từ đường Cầu Giấy đến cuối phố Đào Tấn.
- Tuyến 55A, 55B: Hết đường
- Tuyến CNG03: Từ cuối phố Đội Cấn đến chợ Bưởi.